# Волокітін Артем Миколайович
Арте́м Микола́йович Волокі́тін (нар. 24 квітня 1981, м. Чугуїв, Харківська область, Україна — сучасний український художник.

## Біографія
Волокітін Артем Миколайович народився 24 квітня 1981 року у селищі міського типу Есхар (Харківська область) у родині тренера з волейболу та зв'язківця. Сільське життя та великий чарівний сад навколо будинку пробудили у маленького Артема бажання власноруч відображати красу, як вона є. У 10 років хлопець почав малювати та ходити у художню студію, де викладав його дядько Михайло Бородатов.
Ще в дитинстві Волокітін зрозумів, що має стати художником. Перші враження від величі натуральності природи вплинули на весь подальший шлях. Він працює переважно в традиційній техніці олійного живопису. Рання творчість — це переважно гіперреалізм, а теперішній період — це умовний реалізм та необароко. Зараз художник відійшов від портретів і створює безлюдні пейзажі. Іноді він звертається до фотографії, об'єкту, інсталяції.
У 2005 Артем Волокітін одружився з художницею Тетяною Маліновською. Плодами цього шлюбу стали не тільки 5 чарівних дітей, а й багато спільних художніх проектів.

## Освіта
- 1986—1996 — Школа (Есхар, Україна)
- 1989—1995 — Художня студія (Есхар, Україна)
- 1998—2005 — Харківська державна академія дизайну і мистецтв, Харків, Україна
- 2010 — Стажування в майстерні Ентоні Гормлі, Лондон, Велика Британія

## VM Art Studio
У 2007 році Волокітін з дружиною створюють майстерню VM Art Studio, що майже одразу перетворюється на мистецьку творчу лабораторію. Наразі VM Art Studio — це місце колобарації та спілкування художників, простір для обміну досвідом та створення спільних проектів. З майстернею співпрацюють такі художники, як Altaluna Art Group, Ніна Мурашкіна, Ольга Селищева, Лариса Стадник, Наталія Рой, Анна Москалець, Наталія Луговська, Тетяна Колесник.

## Нагороди
- 2011 Номінант на премію Future Generation Art Prize
- 2009 Головна премія PinchukArtCentre
- 2008 Лауреат фестивалю молодіжних арт-проектів Non Stop Media
- 2007 Лауреат І ступеня конкурсу візуальних мистецтв Ейдос 2006—2007
- 2006 Гран-прі фестивалю молодіжних арт-проектів Non Stop Media

## Персональні виставки
- 2013 Інструкції, Dymchuc Gallery, Київ, Україна  [Архівовано 27 липня 2018 у Wayback Machine.]
- 2013 Віднімання, Харківська муніципальна галерея, Харків, Україна  [Архівовано 9 березня 2019 у Wayback Machine.]
- 2010 Вдома, Харківська муніципальна галерея, Харків, Україна  [Архівовано 30 грудня 2017 у Wayback Machine.]
- 2009 Герой, Я Галерея, Київ, Україна  [Архівовано 30 грудня 2017 у Wayback Machine.]
- 2009 Герой, Дзиґа, Львів, Україна
- 2009 Дотик, Я Галерея, Київ, Україна  [Архівовано 30 грудня 2017 у Wayback Machine.]
- 2008 Сестри, Харківська муніципальна галерея, Харків, Україна

## Групові виставки та проекти
- 2016 Фотосинтез, Voloshyn Gallery¸ Київ, Україна
- 2016 Biryuchii Art Rezidence, симпозіум сучасного мистецтва, Бирючій острів, Україна
- 2016 Спадщина, Voloshyn Gallery спільно із Інститутом проблем сучасного мистецтва, Київ, Україна
- 2016 Ботаніка, галерея Лавра, Київ, Україна
- 2015 56 Венеціанська бієнале, Венеція, Італія
- 2015 Звернення до краси, Галерея Лавра, Київ, Україна
- 2015 Час, Focus Project, Галерея Лавра, Київ, Україна
- 2015 Biryuchii Art Rezidence, симпозіум сучасного мистецтва, Бирючій острів, Україна
- 2015 З'єднання, Bereg Art Residence, Крим, Україна
- 2015 Зв'язок, Sky Art Foundation Residence, Івано-Франківськ, Україна
- 2014 Vienna Art Week 2014, Through Maidan and Beyond, Відень, Австрія
- 2014 Ukrainian Week, Saatchi Gallery, Лондон, Велика Британія
- 2014 Biryuchii Art Rezidence, симпозіум сучасного мистецтва, Бирючій острів, Україна
- 2014 Маніпуляція, галерея Hudpromo, Одеса, Україна
- 2014 Краса, Інститут проблем сучасного мистецтва, Київ, Україна
- 2014 Площа Свободи, Єрмілов Центр, Харків, Україна
- 2013 Ukrainian Week, Saatchi Gallery, Лондон, Велика Британія
- 2013 Надія і страх, PinchukArtCentre, Київ, Україна
- 2013 Internal shining, галерея Карась, Київ, Україна
- 2013 Індустріальний Едем, Інститут проблем сучасного мистецтва, Київ, Україна
- 2013 Презентація фестивалю молодіжних арт-проектів Non Stop Media, Музей сучасного мистецтва, Москва, РФ
- 2013 Предмет гордості, Центр сучасного мистецтва Єрмілов Центр, Харків, Україна
- 2013 ВИХІД, Льодові об'єкти в центрі міста, Харків, Україна
- 2013 Запасний вихід, виставка робіт в вітринах магазинів міста, Харків, Україна
- 2012 Kiev Art Contemporary, Мистецький Арсенал, Київ, Україна
- 2012 Будівництво, Центр сучасного мистецтва Єрмілов Центр, Харків, Україна
- 2012 ARSENALE 2012, Мистецький Арсенал, Київ, Україна
- 2012 Зупинка Харків, Музей сучасного мистецтва України, Київ, Україна.
- 2012 Пейзажі, Музей Сучасного мистецтва України, Київ, Україна
- 2012 Соціальна Ейфорія, Інститут проблем сучасного мистецтва, Київ, Україна
- 2011 Kiev Art Contemporary, Мистецький Арсенал, Київ, Україна
- 2011 Нові старі майстри, Дніпропетровський художній музей, Дніпропетровськ, Україна
- 2011 Нові старі майстри, Національна галерея мистецтв, Львів, Україна
- 2011 Mr. Gold, Я Галерея, Київ, Україна
- 2011 Future Generation Art Prize@Venice, Палаццо Пападополі, Венеція, Італія
- 2011 Незалежні, Мистецький Арсенал, Київ, Україна
- 2010 Вхід Вихід, Я Галерея, Київ, Україна
- 2010 Future Generation Art Prize, PinchukArtCentre, Київ, Україна
- 2010 Бебібум, Я Галерея, Київ, Україна
- 2010 Если/Якщо/If, PERMM, Перм, РФ
- 2010 Народне актуальне. Пейзаж, арт-центр Я Галерея, Київ, Україна
- 2009 Miniart, Я Галерея, Київ, Україна
- 2009 Виставка номінантів на отримання Future Generation Art Prize, PinchukArtCentre, Київ, Україна
- 2009 Народне актуальне. Портрет, арт-центр Я Галерея, Київ, Україна 2009 Content, ГOГОЛЬFEST, Київ, Україна
- 2009 Тюнінг, Я Галерея, Київ, Україна
- 2009 New Art from Ukraine 7, ARTVILNIUS 09, Вільнюс, Латвія
- 2008 Папір/не папір, Kiev Art Contemporary, Український Дім, Київ, Україна
- 2008 Суміш, Я Галерея, Київ, Україна 2008 Зміст, ГОГОЛЬFEST, Київ, Україна
- 2008 Килими і Комбінаторика, фестиваль Non Stop Media, Муніципальна галерея Харківська, Харків, Україна
- 2008 The Golden Section, Познань, Польща
- 2008 Зміст, Kolorfest, Мінськ, Білорусія
- 2007 Підлітки, Мистецький Арсенал, Київ, Україна
- 2007 Навколо Сонця, Харківський Художній Музей, Харків, Україна
- 2006 Non Stop Media, Муніципальна галерея Харківська, Харків, Україна
- 2004 Вправи, фестиваль Non Stop Media, Харківська муніципальна галерея, Харків, Україна
- 2003 Зустріч, фестиваль Non Stop Media, Харківська муніципальна галерея, Харків, Україна
- 2003 Плакат. Питання, фестиваль Non Stop Media, Харківська муніципальна галерея, Харків, Україна